# Lucio Ticio Plaucio Aquilino
Lucio Ticio Plaucio Aquilino (en Latín: Lucius Titius Plautius Aquilinus) fue un senador romano, que vivió en el siglo II, y desarrolló su cursus honorum bajo los emperadores Antonino Pío, y Marco Aurelio. 

## Familia
Descendiente de una familia aristocrática italiana, Aquilino pudo haber sido hijo de Lucio Epidio Ticio Aquilino, cónsul en 125, y de Avidia Plaucia.

## Carrera
Fue cónsul ordinario en 162 como colega de Quinto Junio Rústico. Poseía una fábrica de cerámica, atestiguada por sellos latericios sobre dolia; también poseía una familia de esclavos en Aquileya.